# April Kiss (banda)
April Kiss (em coreano:  에이프릴키스) é um girl group sul-coreano formado em 2011. Antes de sua estreia oficial, sua agência revelou que elas seriam a versão feminina da boy band 2PM. O grupo é composto por seis garotas: Sumin, Coo.G, Haejeun, Sara, Julie e Xiho.

## Integrantes
| Nome artístico | Nome artístico | Nome de nascimento | Nome de nascimento | Data de nascimento               | Posição no grupo                            |
| Romanizado     | Hangul         | Romanizado         | Hangul             | Data de nascimento               | Posição no grupo                            |
| -------------- | -------------- | ------------------ | ------------------ | -------------------------------- | ------------------------------------------- |
| Xiho           | 시호           | Choi Ri-Sa         | 최리사             | 05 de janeiro de 1986 (39 anos)  | Rapper Líder                                |
| Heazn          | 해즌           | Kim Eun-Mi         | 김은미             | 04 de abril de 1988 (36 anos)    | Rapper Principal, Dançarina líder e Visual  |
| Sumin          | 수민           | Chae Soo-Min       | 채수민             | 02 de dezembro de 1988 (36 anos) | Líder, Vocalista Líder, Dançarina Principal |
| Julie          | 줄리           | Kim Joo-Hee        | 김주희             | 25 de agosto de 1988 (36 anos)   | Vocalista de Apoio                          |
| Coo.G          | 쿠지           | Choi Ji-Seon       | 최지선             | 24 de março de 1989 (35 anos)    | Vocalista Principal                         |
| Sara           | 사라           | Sara Eckhoff       | 사라 에크호프      | 26 de agosto de 1991 (33 anos)   | Vocalista de Apoio, Maknae                  |

- Maknae: Membro mais novo do grupo.

- Visual: Membro mais bonito do grupo, definido pela empresa.

## Discografia
Singles
| Detalhes do álbum                                                    | Lista de faixas                                               |
| -------------------------------------------------------------------- | ------------------------------------------------------------- |
| Wannabe - Data de lançamento: 1º de setembro de 2011 - Gênero: K-pop | - 01. Hello Bus - 02. Hello Bus (versão rap) - 03. April Kiss |